# Пітер Джаффі
Пітер Джаффі (англ. Peter Jaffe, 22 листопада 1913 — 20 серпня 1982) — британський яхтсмен.
Срібний призер Олімпійських Ігор 1932 року в класі Зоряний.